# New Concepts of Artistry in Rhythm
New Concepts of Artistry in Rhythm ist ein Jazzalbum von Stan Kenton. Es wurde vom 8. bis 16. September 1952 für Capitol Records aufgenommen und 1953 veröffentlicht.

## Die Musik
Als der West-Coast Bandleader Stan Kenton New Concepts of Artistry in Rhythm aufnahm,
arbeitete er mit einem 21-köpfigen Orchester, das er nach dem kommerziellen Fiasko seines vorherigen Neophonic Orchestra formiert hatte. Hier spielten 1952 die damals bekanntesten West Coast Musiker, wie der Trompeter Maynard Ferguson, der Posaunist Frank Rosolino, der Altsaxophonist Lee Konitz, die Tenorsaxophonisten Richie Kamuca und Bill Holman sowie Sal Salvador an der Gitarre und der swingende Schlagzeuger Stan Levey.
Das Album enthielt Musik, die speziell für diese "exzellente Rosolino-Konitz-Band" (Brian Priestley) geschrieben wurde, so "Inventions for Guitar and Trumpet" von Bill Holman und weitere Stücke vom Arrangeur und Posaunisten Bill Russo sowie von Gerry Mulligan, Johnny Richards und Shorty Rogers. Es gilt nach Richard Cook und Brian Morton als eines der besten Kenton-Alben mit einer seiner besten Bands; "sie fangen die Energie und das Feuer einer der am meisten swingenden Bands Kentons ein." "Es war eine dramatische Produktion, mit dissonanten und experimentellen Elementen, und donnernden Phrasen ähnlich der damals üblichen Hollywood-Filmmusiken; wie schon der bombastische "Prologue: This is an Orchestra!" mit Kenton als Erzähler, der die einzelnen Bandmitglieder vorstellte, einschließlich der Persönlichkeiten der Musiker, was bei Frank Rosolino (der in Russo´s Frank Speaking gemeint ist) im (viel) späteren Rückblick eine tragische Note bekommt, als Kenton sagte: "This fellow who has few of any moody moments".
Cook und Morton heben die schwergewichtige Brass-Sektion der Band hervor, ebenso die hart swingende Rhythm-Sektion, "und da gibt es einige wunderbare solistische Einwürfe bei fast jedem Stück, wie von Sal Salvador bei "Invention", von Konitz bei "Young Blood" und "My Lady", von Rosolino bei "Swing House".
In Portrait of a Count ist übrigens nicht Count Basie, sondern Conte Candoli gemeint.

## Editorische Notiz
Der ursprünglichen LP, die in den 1950er Jahren erschienen war, wurde später der "Prologue" angefügt; vorher war dieser auf zwei Seiten einer 78-er Schallplatte erhältlich. Die Titel "You Go to My Head", "Taboo", "Lonesome Train" und "Swing House" waren nicht auf dem ursprünglichen 10-Inch Album enthalten.

## Die Titel

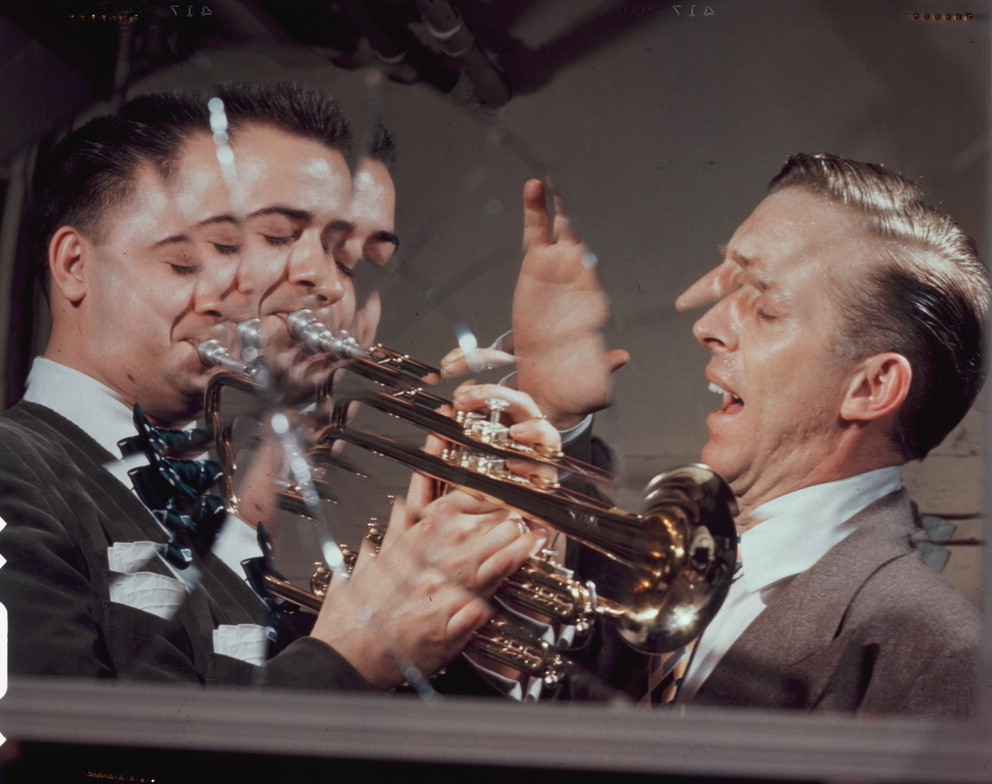
Buddy Childers und Stan Kenton, ca. 1947/48 Collage-Fotografie von William P. Gottlieb.

| #   | Titel                             | Komponist                              | Länge |
| --- | --------------------------------- | -------------------------------------- | ----- |
| 1.  | Prologue (This is an Orchestra!)  | Bill Russo                             | 9:59  |
| 2.  | Portrait of a Count               | Bill Russo                             | 3:16  |
| 3.  | Young Blood                       | Gerry Mulligan                         | 3:14  |
| 4.  | Frank Speaking                    | Bill Russo                             | 3:13  |
| 5.  | 23 Degrees North, 82 Degrees West | Bill Russo                             | 3:11  |
| 6.  | Taboo                             | Margarita Lecuona, S.K. Russell (Text) | 3:19  |
| 7.  | Lonesome Train                    | Gene Roland                            | 2:48  |
| 8.  | Invention for Guitar and Trumpet  | Bill Holman                            | 2:54  |
| 9.  | My Lady                           | Bill Russo                             | 3:20  |
| 10. | Swing House                       | Gerry Mulligan                         | 2:56  |
| 11. | Improvisation                     | Bill Russo                             | 6:22  |
| 12. | You Go to My Head                 | J. Fred Coots, Haven Gillespie         | 3:20  |